# Angelo Longanesi-Cattani
Angelo Longanesi-Cattani, spesso indicato soltanto come Longanesi (Migliaro, 1860 – Ferrara, 1945), è stato un pittore e decoratore italiano.
Fu il più significativo pittore operante a Ferrara nel primo Novecento e maestro di quasi tutti i moderni pittori ferraresi, da Adolfo Magrini a Oreste Forlani, da Achille Funi a Maria Giuseppa Liesch. Le sue opere furono presenti in tutti i luoghi dell'ufficialità cittadina, dal Municipio all'Università, dalla Cassa di Risparmio all'Arcispedale Sant'Anna.

## Biografia
Battezzato il 5 febbraio 1860 col nome Angelo Napoleone Leone Vittorio, nacque da Orazio, medico di origine romagnola, e da Beatrice Grossi; ebbe come fratello minore lo scultore Giovan Battista. Rimasta vedova (il marito fu investito da un tram), la madre si trasferì con tre figli (nel frattempo era nata la figlia Carolina) da Brescia, dove era stato trasferito per lavoro il marito, a Ferrara, sua provincia d'origine.
Anche sua figlia Beatrice (Ferrara 1884-1961) divenne pittrice, collaborando talvolta col padre, di cui fu allieva, oltre che di Giuseppe Ravegnani e di Ernesto Maldarelli, alla scuola civica Dosso Dossi.

### Formazione
Entrambi i fratelli, inclini al disegno, furono mandati dapprima alla civica scuola ferrarese Dosso Dossi, (nonostante Angelo dovette frequentare dapprima il liceo, dove fu iscritto su costrizione familiare) studiando sotto Girolamo Domenichini, e poi all'Accademia di belle arti di Bologna, città in cui Angelo si trasferì nel 1881. Due anni dopo, Angelo sposò Antonietta Caretta.
All'Accademia bolognese ebbe come docenti Luigi Busi, Raffaele Faccioli, Cesare Ferrari, Antonio Puccinelli e Bedini dai quali apprese, in base alle loro tendenze veriste, un gusto per la scena di genere, spesso permeata di malinconia e toni quasi melodrammatici.

### L'insegnamento
Sia Angelo che il fratello insegnarono per diversi decenni alla civica scuola d'arte Dosso Dossi, rispettivamente nelle materie Figura e Plastica. Angelo venne nominato nel marzo 1886 per concorso, Giovan Battista dal 1910, in sostituzione di Luigi Legnani, appena scomparso.
Un nobile che si avvalse delle capacità dei Longanesi fu il conte Giovanni Grosoli, che ingaggiò entrambi i fratelli per impartire lezioni a Luigi Filippo Tibertelli, un giovane estroso che abitava nel suo palazzo in via Montebello. Destinato ad essere il loro allievo più celebre, si perfezionò nella loro casa-studio in corso Porta Mare: da Angelo, il giovane Tibertelli imparò gli impasti e come trattare la composizione su tela, mentre da Giovan Battista acquisì i segreti della tecnica miniaturistica. Altro allievo privato di Angelo, destinato ad ampia fama, fu Giovanni Battista Crema.

### Altre attività
Chiamato dal fratello, decorò con lui alcuni caffè cittadini e replicò varie sue opere quando queste venivano vendute. Caso emblematico fu l'opera L'antiquario (1912), ricopiato ad acquerello e replicato anche dal giovane de Pisis seppur con qualche aggiunta.
Sempre col fratello, realizzò gli affreschi nella parrocchiale di Rovereto di Ostellato (1911), dove fu collocato sulla facciata il suo Padreterno in ceramica.

## Lo stile
Le sue opere giovanili hanno un'ambientazione popolare, con dominante partecipazione umana talvolta con esiti di fascino malsano, in cui, oltre al Verismo sentimentalistico dei ritratti, si può notare l'influsso dello stile del concittadino Mentessi. Virò poi verso composizioni di allegorismo decadente, con evidente impronta liberty. Ritraendo figure popolari quali pescatori, spazzacamini, contadinelli, ramai ed esiliati, con l'unica eccezione orientalista del Magrebino, il suo stile si piegò a toni più paternalistici e di bozzetto pittoresco.
Nelle opere ceramiche realizzate per la manifattura Minardi di Faenza, fu incline al gusto dell'Art Nouveau (probabilmente appreso consultando riviste italiane e straniere) mentre risultò di impostazione più tradizionale negli affreschi della parrocchiale a Rovereto di Ostellato.
Si può affermare che l'artista portò avanti di pari passo tematiche legate sia al fitomorfismo liberty, con echi derivanti dai Preraffaelliti, che al simbolismo divisionista di Gaetano Previati, per approdare infine ad un verismo ritrattistico, creando con l'immediatezza del tratto nelle opere migliori, come Ritratto femminile, anche rimandi all'altro celebre concittadino Boldini.
Longanesi si può definire il maggior ritrattista locale dell'epoca, grazie sia alla scioltezza del tratto che alla caratterizzazione espressiva dei soggetti.

## Esposizioni
Espose ad una mostra provinciale a Palazzo dei Diamanti già dal 1877 con dei disegni eseguiti a lapis poi nel 1885 alla Mostra Artistico-Industriale (sei pastelli e due olii), premiato con medaglia d'argento dalla P. I. e ad una collettiva promossa dalla Tisi.
Espose svariate volte a Faenza; nel 1885 con Musica proibita. e nel 1883 a Ravenna (varie scene di genere, Spazzacamino e Fioraia).

## Opere
Oltre a quelle già citate:
- La morte di un angelo, 1897, Fondazione Cavallini-Sgarbi, Ro ferrarese
- San Paolo, 1899, pastello, Museo della Città, Ravenna
- Alla croce, 1899, Museo de Pisis, Ferrara
- In un sfondo di mirabil scena..., 1907, collezione privata, Cento
- Ritratto di Pietro Sitta, 1915[11][12]
- Due allegorie belliche, 1918 ca., Museo Civico, Ferrara
- Il venditore di statuette, 1926 ca, olio, Roma[2]
- Madre ammalata
- Veglia i miei sonni un angelo
- Buona questua
- Olocausto
- Anime erranti
- Vita e Morte
- Esiliati
- Sogno di un poeta
- Il pensatore, 1925, pastello, Ferrara, Castello Estense
- Magrebino
- Mese di Marzo, ceramica
- Contadinella, olio su tela, collezione privata, Ferrara[13]
- Spazzacamini, pastello, collezione Cassa di Risparmio di Ferrara[13]